# Große Mühl
Große Mühl er en nordlig biflod til Donau i delstaten Oberösterreich i Østrig. Floden har sit udspring i Böhmerwald på tysk område på grænsen mellem Tjekkiet, Bayern og Østrig i en højde af 1.260 moh. Efter passage af grænsen til Østrig ved Aigen im Mühlkreis forløber floden langs sydgrænsen af Böhmerwald til Haslach an der Mühl, hvor den flyder sammen med Steinerne Mühl og bøjer af mod syd. Efter 70 km udmunder Große Mühl i Donau ved Untermühl i kommunen Sankt Martin im Mühlkreis.
Sammen med Kleine Mühl og Steinerne Mühl har Große Mühl lagt navn til regionen Mühlviertel i Oberösterreich.
Ved Neufelden 1 km fra Donau er floden (i en S-kurve) opstemmet i søen Langhalsen, der leverer kraft til det første østrigske storkraftværk Speicherkraftwerk Partenstein.
48°25′23″N 13°58′47″Ø / 48.4231°N 13.9797°Ø